# Coordinadora de Organizaciones de Agricultores y Ganaderos
La Coordinadora de Organizaciones de Agricultores y Ganaderos (COAG) es la primera organización profesional agraria  (OPA) de ámbito estatal constituida en España en 1977. Cuenta con un red de más 220 oficinas distribuidas por todas las comunidades autónomas y una delegación permanente en Bruselas. Defiende el modelo profesional y social de agricultura, mayoritario en este país.

## Organizaciones agrarias
Las organizaciones agrarias, como COAG, son las organizaciones profesionales agrarias de carácter general y ámbito nacional constituidas y reconocidas al amparo de la Ley sobre regulación del derecho de asociación sindical, que tengan entre sus fines estatutarios la defensa de los intereses generales de la agricultura, entendiendo por tal las actividades agrícolas, ganaderas y silvícolas, así como la defensa y promoción de los intereses profesionales, económicos y sociales de los agricultores, ganaderos y silvicultores. Igualmente se consideran organizaciones agrarias las coaliciones de estas mismas y la integración de organizaciones en otra de ámbito nacional, aun conservando cada una de ellas su denominación originaria.
Las mismas se regulan por la Ley 12/2014, de 9 de julio, por la que se regula el procedimiento para la determinación de la representatividad de las organizaciones profesionales agrarias y se crea el Consejo Agrario.

## Historia
COAG tiene su referente histórico más remoto en las movilizaciones campesinas que se produjeron a finales de la década de los 60 y principios de los 70. En aquellos años las reivindicaciones se relacionaban fundamentalmente con los precios agrarios. Era el tiempo de las "guerras": la guerra del pimiento, la guerra del maíz, la guerra de la leche, de la patata, etc.
La organización agraria COAG nació en 1977. En realidad es una estructura de coordinación sindical campesina entre asociaciones regionales y/o provinciales muy celosas de su independencia y denominadas "uniones". Así pues a veces es difícil hablar de la COAG, a nivel nacional, regional o provincial de igual forma, dado la pluralidad y diversidad interna.
Entre las organizaciones fundadoras más importantes se encontraban la Unió de Pagesos de Cataluña, Unión de Agricultores y Ganaderos de La Rioja (UAGR), la Unión de Campesinos Asturianos (UCA) o en la Cuenca del Duero las uniones de León (UCALE) y Zamora. En la actualidad mantiene relaciones muy cercanas, sin plena integración con el Sindicato Labrego Galego (SLG). En 1992 integró a la organización Iniciativas Rurales (IR).
En sus inicios tuvo un fuerte apoyo de movimientos políticos y sociales de izquierdas. Cayo Lara, ex Coordinador Federal de Izquierda Unida (España), es uno de sus fundadores. En la actualidad es un sindicato agrario plural e independiente, contando en su seno con todo tipo de afiliaciones políticas entre sus socios. Es muy común que las posiciones electorales de la región se reflejen en los socios, siendo por tanto normal que en regiones donde el nacionalismo está muy extendido éste también lo esté dentro de la organización. El referente de esta organización es la defensa del ATP o Agricultor a Título Principal, campesino cuyas rentas provienen de la actividad agraria directa en más 
Las tensiones internas condujeron a la escisión en septiembre de 2008 de algunas de las organizaciones históricas de COAG, que fundaron la Unión de Uniones. Las organizaciones que abandonaron la COAG fueron, la Unió de Pagesos, Unió de Llauradors y la Unión de Campesinos de Castilla y León. Estas organizaciones estaban lideradas por José Manuel de las Heras antiguo miembro de COAG, y se unieron a la PALCA de Canarias, la Unión de Extremadura y la Unión de Agricultores, Ganaderos y Silvicultores de la Comunidad de Madrid.
El agricultor murciano, Miguel Padilla Campoy ostenta la dirección de la coordinadora desde las últimas elecciones, sucediendo a Miguel Blanco en el cargo como secretario general a nivel nacional. La nueva Comisión Ejecutiva cuenta por primera vez en la historia de la organización con tres mujeres y ha acometido un importante relevo generacional al reducir la edad media de sus integrantes de 61 a 49 años.
Ejemplo de la actividad que desarrolla COAG es la campaña en defensa de las frutas y hortalizas españolas durante la crisis de la bacteria E.Coli en 2011.

## Organizaciones integrantes
Las organizaciones que han integrado la COAG desde su fundación han ido variando en función de las diferencias sindicales y orgánicas que han ido apareciendo.

### 1977[5]
- Unió de Pagesos: La principal organización sindical agraria de Cataluña abandonó la COAG en 2008 para fundar la Unión de Uniones.[2]
- Unión de Campesinos Asturianos: Abandonó COAG en 1992 para integrarse en UPA.
- Unió de Llauradors i Ramaders: La principal organización sindical agraria de la Comunidad Valenciana abandonó la COAG en 2008 para fundar la Unión de Uniones.[3]
- Unión de Agricultores y Ganaderos de la Rioja: La UAGR es una de las organizaciones fundadoras de la COAG, pero mantiene su plena independencia organizativa, con gran implantación en La Rioja.
- Unión de Campesinos de León: UCALE es la principal organización agraria de León, fundadora de la COAG.
- Unión de Campesinos de Castilla y León: En sus inicios formada, aunque mantenían su independencia interna, por Federación de UAG de Burgos, UAG de Soria, UAG de Segovia, Unión de Campesinos de Ávila, Sindicato Agrario Palentino, Unión de Campesinos de Valladolid y la Unión de Campesinos de Zamora. Abandonó la COAG en 2008 para fundar la Unión de Uniones.[2]
- Unión de Agricultores y Ganaderos de Aragón: La UAGA es una de las organizaciones fundadoras de la COAG.
- Unión de Ganaderos y Agricultores Montañeses.
- UAGA de Navarra: La UAGA Navarra es una de las organizaciones fundadoras de la COAG. Posteriormente se incorporaría a EHNE.
- UAGA de Álava: La UAGA Alavesa es una de las organizaciones fundadoras de la COAG. Posteriormente se incorporaría a EHNE.
- Unión de Agricultores y Ganaderos de Andalucía: La integraban las provincias de Almería, Córdoba, Sevilla, Huelva, Cádiz y Granada.
- Unión de Agricultores y Ganaderos de Málaga: No estaba integrada en la UAG de Andalucía.
- Federación de Uniones de Agricultores y Ganaderos de la Región Murciana.
- Unión de Campesinos Extremeños.
- Unión de Agricultores y Ganaderos de Castilla-La Mancha. Integraba todas las provincias excepto Albacete.

### 1992
- Euskal Herriko Nekazarien Elkartasuna: En 1992 se incorpora la principal organización sindical de País Vasco, Solidaridad campesina de Euskal Herria.

### 1997
- Joves Agricultors i Ramaders de Cataluña: JARC nace en 1997 tras la fusión de otras 3 organizaciones uniéndose a COAG.[6]

### 1998
- Unión de Agricultores y Ganaderos – Jóvenes Agricultores de Jaén: nace en 1998, integrándose en la Unión de Agricultores y Ganaderos de Andalucía (COAG Andalucía).[7]

### 2008
- Creación de la Unión de Uniones como escisión de la COAG. Abandonan la Coordinadora las organizaciones: Unió de Pagesos, Unió de Llauradors y la Unión de Campesinos de Castilla y León.[2]

### 2011
- Sindicato Labrego Galego: Pasa a ser miembro de pleno derecho de COAG tras el VIII Congreso del sindicato.

## Imágenes

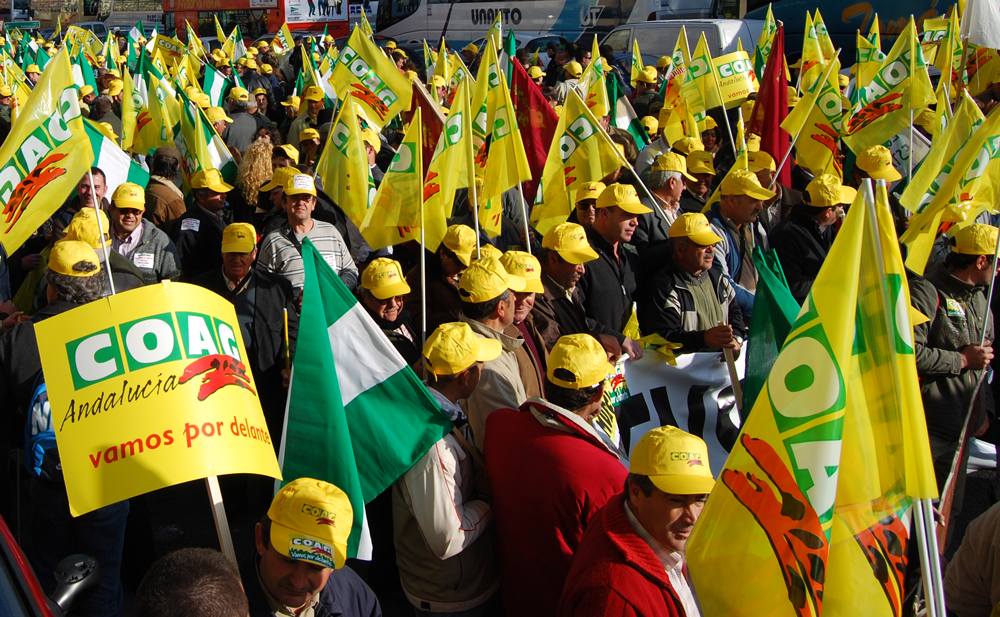
Manifestación en Madrid en defensa del sector ganadero